# Ханка Белицка
Ха̀нка Белѝцка, с истинско име Анна Веронѝка Белицка (на полски: Anna Weronika Bielicka, Hanka Bielicka) е полска театрална, филмова и кабаретна актриса.

## Биография
Анна Вероника Белицка е родена на 9 ноември 1915 година в село Кононовска, Полтавска губерния на Руската империя. Завършва романска филология във Варшавския университет и актьорско майсторство в Държавния институт за театрално изкуство във Варшава.
През 1939 година дебютира на сцената на Театър на Похулянце във Вилно. Същата година се омъжва за актьора Йежи Душински. Впоследствие работи в Драматичния театър в Бялисток. През 1949 година започва да играе в столичния Съвременен театър. От 1954 година е свързана с театър „Сирена“. Същевременно участва в кабаретата „Шпак“, „У Льопка“ и „У Керджолка“. Най-голяма популярност придобива с ролята си на Джуна Петрушинска в радиопостановката на Богдан Бжежински „На следобедна закуска при микрофона“ (на полски: Podwieczorku przy mikrofonie).
Ханка Белицка умира на 9 март 2006 година във Варшава. Погребана е на Повонзковското горбище.